# 후루이치 다네코
후루이치 타네코(일본어: 古市 胤子 ふるいち たねこ[*], 덴쇼 11년 (1583년) - 만지 원년 6월 27일 (1658년 7월 27일))는 에도 시대 초기의 여관이다. 본 성씨는 키요하라씨이다. 아명은 오치야치야 (おちやちや)이다. 종3위이다.
아버지는 야마토국의 무장 코마자키성주 하리마노카미 후루이치 인에이 (후루이치 쵸인의 형인 인에이와는 동명이인)이고, 어머니는 관백 코노에 사키히사의 딸 케이코인 (桂光院, 渓江院라 쓰기도 함. 발음은 동일)도노이다. 처음에, 무로마치 막부 15대 쇼군 요시아키의 아들 기진 (타카야마, 요시히로)에게 시집을 가, 두 아이를 얻었다.
- 기손 (義尊, 게이초 6년 (1601년) - 간분 원년 (1661년)) - 짓소인 몬제키, 향년 60세
- 츠네타카 (常尊, 게이초 9년 (1604년) - 간분 11년 (1671년) 7월 2일) - 엔만인 몬제키, 향년 68세, 법호 적주원전장리법무대아도리상존존의 (寂住院殿長吏法務大阿闍梨常尊尊儀)

기진이 게이초 10년 (1605년)에 사망한 후에는, 외가 친척인 고요제이 천황의 뇨고 코노에 사키코의 인연으로 궁중에 출사해, 챠챠노츠보네 (茶々局), 산이노츠보네 (三位局)의 뇨보 이름으로 불렸다. 그 후, 고요제이 천황의 메슈도가 되어, 아래의 세 아이를 얻었다.
- 레이운인노미야 (冷雲院宮, 게이초 16년 (1611년)) - 요절
- 도코 법친왕 (게이초 17년 (1612년) 10월 2일 - 엔호 7년 (1679년) 6월 18일)) - 쇼고인 몬제키. 향년 68세
- 쿠카인노미야 (空華院宮, 게이초 18년 (1613년)) - 요절

고요제이 천황 말년까지 곁을 지켰으며, 인이 위독할때에는 문안 온 고미즈노오 천황과의 면회를 주선하였고, 이것이 인과 천황과의 마지막 만남이 되었다.
간에이 15년 (1638년)에는 짓소인이 있는 이와쿠라에 한거하다가, 궁중에서 물러났다. 이후에도 궁중 사람들과는 좋은 관계를 맺어 왔으며, 쇼호 2년 (1645년) 5월 7일에는 분치 여왕을 대동하여, 이와쿠라의 엔츠지를 창건한 원광원전서운문영니대사와 함께 오우미국 에이겐지의 잇시 분슈를 방문했다. 분치 여왕과 동행한 이듬해, 이와쿠라에 일련종 쇼코지를 창건했다. 향년 76세로 사망했다. 법호는 법서원묘홍일증대저 (法誓院妙弘日證大姉)이다.